# LG유플러스 용산 사옥
LG유플러스 용산 사옥(영어: LG U+ Yongsan Building)은 대한민국 서울특별시 용산구 한강로3가에 위치한 업무 단지이다.
2020년 5월 10일 LG유플러스 용산 사옥 근무자 확진자가 발생했다.